# Doodslag op Joes Kloppenburg
Joes Kloppenburg (Badhoevedorp, 7 mei 1970 – Amsterdam, 17 augustus 1996) is postuum bekend geworden als slachtoffer van zinloos geweld.
De doodslag op Joes Kloppenburg op 17 augustus 1996 in Amsterdam was een geruchtmakend geweldsmisdrijf, waarbij een 26-jarige man door uitgaansgeweld om het leven kwam.
De dader, Joelan Ritchard L., werd veroordeeld tot 8 jaar gevangenisstraf.

## Gebeurtenis
Op 17 augustus 1996 kwam Kloppenburg uit café De Schutter in de Amsterdamse Voetboogstraat. Hij zag hoe verderop in de steeg een student en jonge vader in elkaar werd geschopt door een paar dronken mannen. Kappen nou! riep Kloppenburg tegen de mannen. Hun agressie keerde zich tegen hem. Kloppenburg werd zelf in elkaar getrapt. Enkele uren later overleed hij op 26-jarige leeftijd in een Amsterdams ziekenhuis.

## Gedenkteken, film, brug en straat

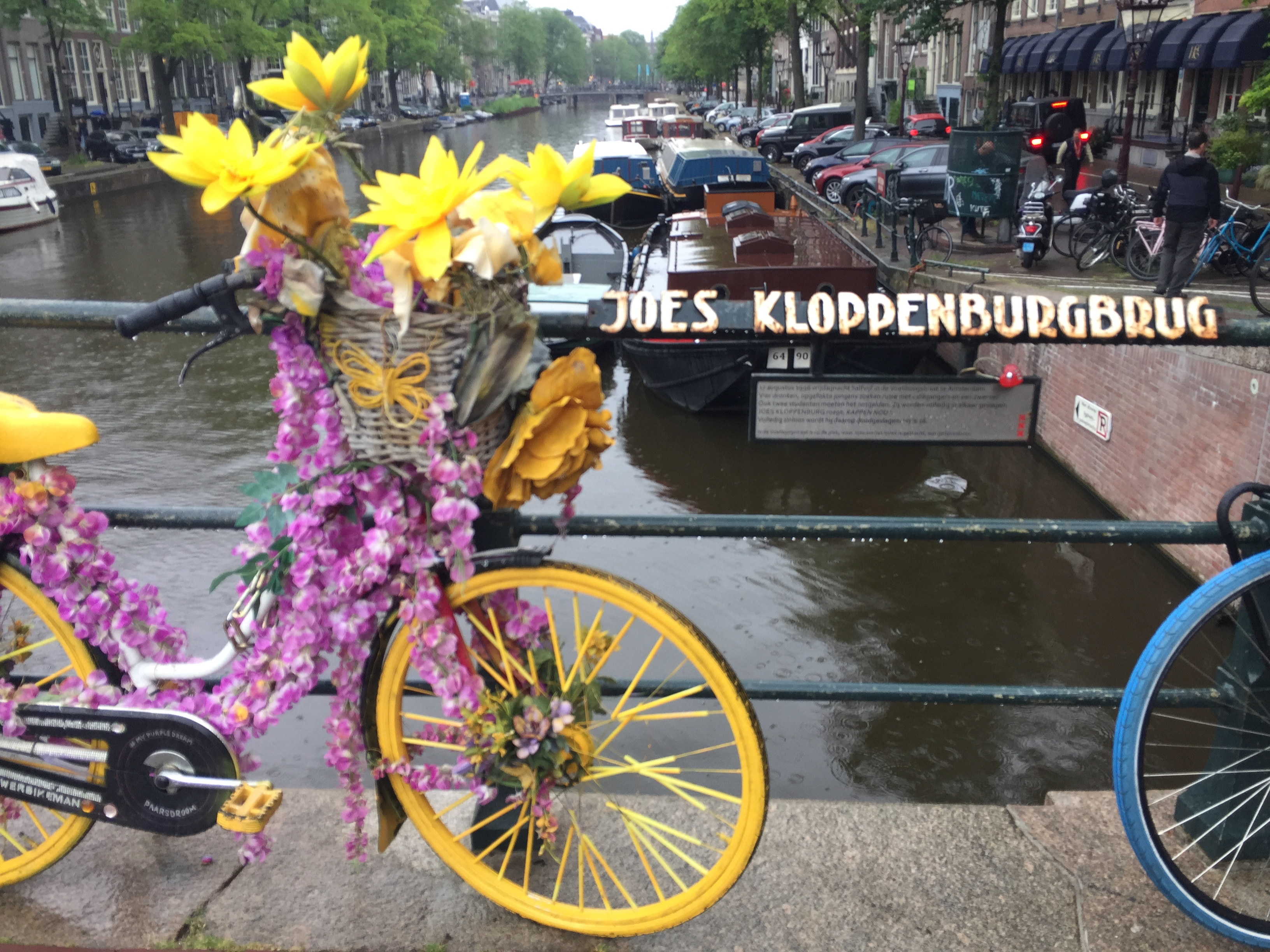
Joes Kloppenburgbrug

Een jaar na het overlijden van Kloppenburg werd in de Voetboogstraat het gedenkteken Monument voor Joes Kloppenburg onthuld. De vader en enkele vrienden van Joes Kloppenburg richtten de stichting 'Kappen Nou!' op. De stichting nam het initiatief tot het maken van de film En jij...? over de dood van Joes Kloppenburg. De film, die op scholen werd vertoond, ging op 24 april 2009 in Hoofddorp in première. De vader van Joes Kloppenburg werd op dezelfde avond verheven tot ridder in de Orde van Oranje-Nassau. Hij kreeg deze koninklijke onderscheiding omdat hij zich langdurig had ingezet voor het bespreekbaar maken van zinloos geweld.
In het nummer Zinloos van Lange Frans & Baas B uit 2004 over zinloos geweld komt de zaak van Joes Kloppenburg in een couplet terug.
Op 5 juli 2016 werd Brug 5 in Amsterdam hernoemd in Joes Kloppenburgbrug. Het officiële naamplaatje werd 26 september 2017 bevestigd.
Op 24 januari 2023 heeft de gemeente Haarlemmermeer in de nieuwbouwwijk Quatrebras in Badhoevedorp een straat naar Kloppenburg vernoemd. De Joes Kloppenburghof.